# Гавайская горячая точка
Гавайская горячая точка (Гавайское горячее пятно) — вулканическая горячая точка, расположенная вблизи острова Гавайи, в северной части Тихого океана. Одна из наиболее известных и хорошо изученных горячих точек в мире.

## История
В 1840—1841 годах американский минералог Джеймс Дана был в составе большой тихоокеанской экспедиции США под руководством Чарльза Уилкса. На вершине Мауна-Лоа он маятником измерил силу гравитации. Кроме того, учёный собрал образцы лавы и описал щитовидную форму гавайских вулканов. Миссионер Титус Коан по просьбе Дана продолжил наблюдения вулканов. Это позволило в 1852 году опубликовать первый научный отчёт.
В 1880—1881 годах Дана продолжил изучение Гавайев. Он подтвердил (по степени эрозии) увеличение возраста островов в северо-западном направлении. Он пришёл к выводу, что Гавайская цепь состояла из двух вулканических цепочек, расположенных вдоль отдельных параллельных путей. Он назвал их:
- «Лоа» — вулканы Мауна-Лоа, Хуалалаи, Кахоолаве, Ланаи и Западный Молокаи.
- «Кеа» — вулканы Килауэа, Мауна-Кеа, Кохала, Халеакала, и Западный Мауи.

Он предположил наличие там трещинной зоны («Большого разлома Даны»), и эта теория существовала до середины XX века
Во время экспедиции 1884—1887 годов К. И. Даттон дополнил результаты Даны:
- определил, что остров Гавайи состоит из 5 (а не 3) вулканов,
- предложил названия «аа-лава» и «пахойхой-лава»[3].

В 1912 году геолог Томас Джаггар основал на вершине вулкана Килауэа Гавайскую вулканическую обсерваторию. В 1919 году она вошла в Национальное управление океанических и атмосферных исследований, а в 1924 году — в Геологическую службу США.
В 1946 году Гарольд Стернсом создал эволюционную модель формирования островов на основании более точного определения возраста горных пород.
В 1963 году Джон Тузо Вильсон разработал классическую теорию вулканических горячих точек. Он предложил, что один фиксированный мантийный плюм («мантийный факел») вызывает появление вулкана, который затем отодвигается и изолируется от источника нагрева в результате движения Тихоокеанской литосферной плиты. Как следствие, на протяжении миллионов лет вулкан теряет активность и в конце концов разрушается эрозией, уходя ниже уровня моря. Согласно этой теории, 60-градусное отклонение от прямой линии в месте, где сходятся Императорский и Гавайский хребты, — это следствие изменения направления движения Тихоокеанской плиты.
С 1970-х годов (в частности, с 1994 по 1998 год) гавайское морское дно было детально исследовано гидролокаторами и подводными аппаратами, что подтвердило теорию Гавайской горячей точки.
До этого долгое время считалось, что Гавайский архипелаг — это «разломная зона» земной коры, хотя уже было известно постепенное изменение возраста вулканов вдоль этого «разлома».
В 2003 году возникла новая версия — «мобильной гавайской горячей точки». Она предполагает, что изгиб возрастом 47 миллионов лет назад был вызван изменением движения плюма, а не тихоокеанской плиты.

## Строение и состав
Большинство вулканов на Земле создаются геологической активностью на границах тектонических плит, однако Гавайская горячая точка находится далеко от границы Тихоокеанской плиты (около 3200 км).
Гавайский мантийный плюм создал Гавайско-Императорскую цепь подводных гор — цепь вулканов (подводные хребты) протяжённостью более 5800 километров. Цепь простирается от южной части острова Гавайи до края Алеутской впадины. Четыре из этих вулканов — активны, двое — спящие, и более 123 неактивные (многие из которых уже разрушены эрозией — подводные горы и атоллы).
Геофизические методы показали размеры Гавайского горячего пятна: 500—600 км в ширину и до 2000 км в глубину. За последние 85 миллионов лет активности этой точки из неё вышло около 750 тысяч кубических километров лавы. Скорость дрейфа плиты постепенно снижается, что вызвало тенденцию к всё более близкому расположению вулканов.
Геофизики считают, что горячие точки возникают в нижней мантии или непосредственно над ядром.
Нагретая ядром менее вязкая часть мантии расширяется и поднимается на поверхность (см. Рэлей-тейлоровская неустойчивость). Так возникает мантийный плюм, достигающий основания литосферы, нагревает её и вызывает извержения вулканов.
«Горячее пятно» было определено с помощью сейсмической томографии, его ширина оценивается в 500—600 километров. Изображения показали тонкие низкоскоростные зоны, доходящие до глубины 1500 км, соединяющиеся с большими зонами, простирающимися от глубины 2000 км к границе внешнего ядра Земли. Эти зоны плавят мантию и создают «факел» (шлейф или плюм), идущий к верхней мантии.

### Температура и движение
Исследования по плавлению граната и оливина показали, что магматическая камера горячей точки находится примерно на глубине 90—100 км, что соответствует расчетной глубине океанической литосферы, и служит «крышкой котла плавления»; её температура — примерно 1500 °C.
Гавайские вулканы дрейфуют на северо-запад от горячей точки со скоростью около 5—10 сантиметров в год. Горячая точка ушла на юг примерно на 800 км по отношению к Императорскому хребту. Этот вывод подтверждают палеомагнитные исследования (данные изменения магнитного поля Земли, направление которого было зафиксировано в горных породах в момент их затвердевания), показывая, что эти подводные горы были в более высоких широтах, чем теперешние Гавайи. До поворота скорость движения была 7—9 см в год
Самый старый вулкан в цепи — подводная гора Мэйдзи. Она расположена на окраине Алеутского желоба и образована 85 миллионов лет назад. В течение нескольких миллионов лет она исчезнет, так как Тихоокеанская плита скользит под Евразийскую плиту

### Состав и выход магмы
Состав вулканической магмы за время активности горячей точки существенно изменился, на что указывают соотношения концентраций стронция, ниобия и палладия. Подводные горы Императорского хребта были активны не менее 46 миллионов лет (древнейшие лавы датируются меловым периодом), а Гавайского хребта — следующие 39 миллионов лет (всего 85 миллионов лет). Данные свидетельствуют о вертикальной изменчивости содержания стронция, присутствующей и в щелочной (на ранних стадиях), и в толеитовой (поздние стадии) лаве. Систематический рост резко замедляется в момент изгиба.
Созданные горячей точкой вулканы почти целиком состоят из магматического базальта и похожих по составу габбро и диабаза. Другие магматические породы присутствуют в небольших количествах на старых вулканах.
Со временем выход лавы увеличивается. За последние шесть миллионов лет он был гораздо выше, чем когда-либо прежде — 0,095 кубических километра в год. В среднем за последний миллион лет выход лавы ещё выше, примерно 0,21 куб. км в год. Для сравнения: средний дебит срединно-океанического хребта составляет около 0,02 км³ на каждые 1000 км хребта.

### Топография и форма геоида
Детальный топографический анализ Гавайско-Императорской цепи подводных гор показывает, что горячей точке соответствует возвышенность. Наиболее быстрое снижение высоты и самое большое отношение высоты поверхности и высоты геоида наблюдаются в юго-восточной части цепочки вулканов
В 1953 году Роберт С. Дитц и его коллеги высказали предположение, что причина поднятия поверхности — мантийный подъём (апвеллинг). Позже появились указания на тектонические поднятия, вызванные разогревом в нижней части литосферы.

## Мифология
Идея о том, что Гавайские острова стареют в северо-западном направлении, присутствует ещё в мифах древних гавайцев о богине вулканов Пеле, которая последовательно переселялась с одного вулкана на другой, делая их активными.